# 가정관리사
가정관리사는 직업적으로 보수를 받고 가사에 종사하는 사람을 일컫는다. 가사관리사(가사도우미), 가정보육사, 산후관리사(산후도우미) 등을 아우르는 개념이다.

## 역사

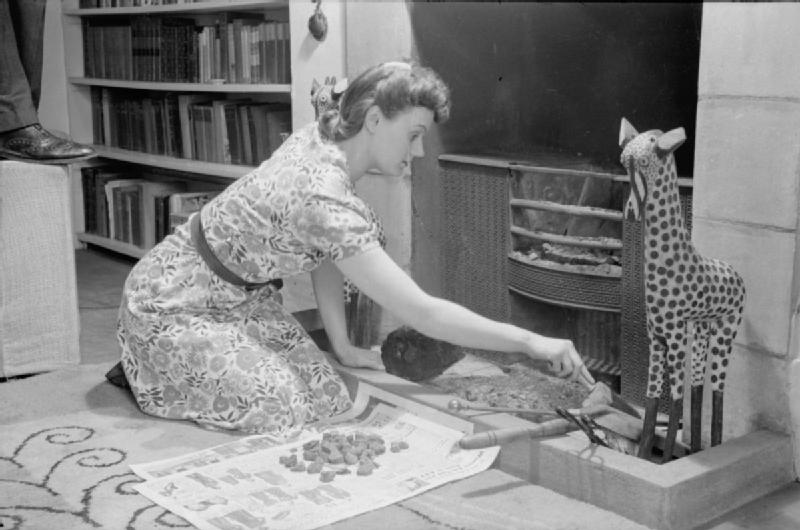
1941년 집안일하는 런던의 주부

가정관리사는 식모라는 이름에서 시작되었고 이후 가정부, 파출부, 가사도우미 등으로 일컬어졌다. 식모는 사회적·경제적으로 열악한 처지에 놓여 있어 고용주로부터 신체적·정신적 폭력의 피해자가 되는 경우가 많았고 이런 불합리한 현실을 고발하는 문학이나 드라마의 주인공이 되기도 했다.
가정관리사는 사회가 발전하고 인권의식이 개선되면서 전문 직업인으로서 지위를 가지게 되었고, 이런 상황 속에서 2015년 2월 24일에 고용노동부는 '가사노동자도 4대 보험(산업재해보상보험·국민건강보험·국민연금·고용보험)과 근로기준법의 적용을 받는다. 가사 서비스 이용자들은 올라갈 요금의 일부를 세액 공제를 통해 환급받을 수 있다'는 내용을 담은 '가사서비스 이용 및 가사종사자 고용촉진에 관한 특별법(가칭)'을 3월 중 입법예고하고, 하반기에 입법할 방침이라고 밝히기도 하였다.

## 의의

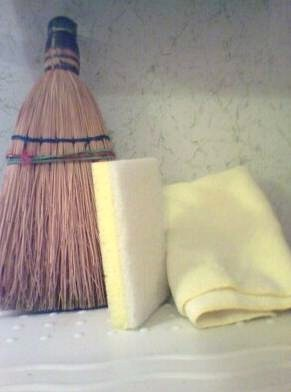
빗자루, 스펀지, 먼지떨이

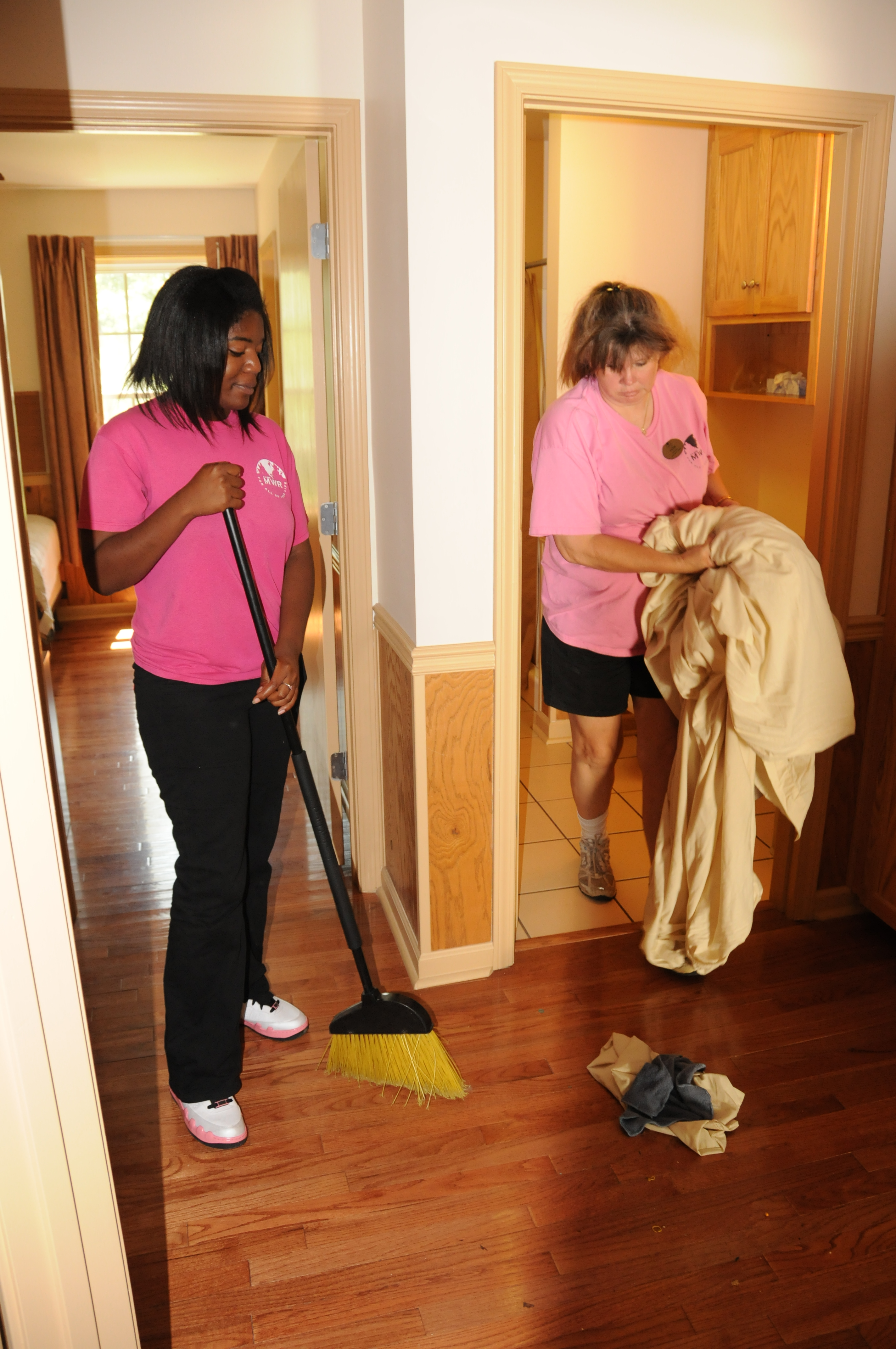
미국의 주택을 청소하는 여성들

가정관리사는 가정 내 모든 가사 및 돌봄을 지원한다. 일반적으로 가사 일은 누구나 할 수 있는 일, 적당히 할 수 있는 일로 생각되어 왔다. 그러나 사회가 발전하면서 가사일도 가사관리, 가정보육, 산후관리 등으로 세분화되고 영역별로 전문화가 요구되었다. 이러한 수요자의 전문화 요구에 맞추어 전문 교육 시스템을 갖추고 직업교육과 인성교육을 이수한 가정관리사가 체계적인 서비스로 각 가정의 가사 및 돌봄을 지원할 수 있도록 하였다.
한국여성단체연합은 2015년 3월 8일 107회 '세계 여성의 날'을 앞두고 올해의 여성운동상 수상자를 발표했는데, 가사노동자에 대한 사회적 인식 개선에 앞장선 전국가정관리사협회가 올해의 여성운동상을 수상하였다. 전국가정관리사협회는 2004년 11월 설립된 이래 가사노동자의 권리보장과 사회적 관심을 촉구하는 활동을 벌여왔다. 드라마 제목에 포함된 '식모'나 '가정부'라는 제목을 변경하도록 요구하고, '국제 가사노동자의 날' 행사를 개최하는 등 가사노동자의 권익 향상에 앞장서왔다.